# The Fast and the Furious: Tokyo Drift
The Fast and the Furious: Tokyo Drift és una pel·lícula coproduïda entre els Estats Units i el Japó, dirigida per Justin Lin i és la tercera pel·lícula de la saga The Fast and the Furious. La pel·lícula compta amb un repartiment totalment nou.

## Argument
En Sean Boswell (Lucas Black) és un jove de 17 anys aficionat als automòbils i a les carreres, per aquest hobby ha hagut de mudar-se moltes vegades, pels problemes que ocasiona a cada ciutat. A Amèrica del Nord, en Sean va tenir-hi problemes amb en Clay, un company d'escola, per haver mirar la seva xicota i per això en Clay el repta a una cursa. En aquest moment, la policia el deté, i la seva mare es veu obligada a enviar-lo al Japó amb el seu pare. Però al Japó, es continua ficant problemes. Contacta amb en Twinkie (que també és nord-americà) i amb una noia que l'atrau molt, per la qual cosa es fica en embolics en involucrar-se amb ella, ja que és la xicota d'en Takashi, el cap d'una colla de joves que donen molt a parlar, per la seva forma de derrapar, i per ser el nebot d'un temut cap yakuza, l'Oncle Kamata.
Després, en Sean va amb en Twinkie, qui li indica on corren, en el moment que en Takashi veu en Sean parlant amb la seva xicota decideix anar amb ella i allunyar-la d'ell, però en Sean s'hi nega i comencen a enfrontar-se, motiu pel qual acaben corrent una cursa, però en Sean perd perquè al Japó s'usa una altra forma de córrer: el derrapatge o drift.
Aquí coneix en Han, qui li ensenya el drift o derrapatge, amb ell aprèn i té diverses carreres on guanya. En Takashi i en Han treballaven junts, però l'oncle d'en Takashi s'adona que en Han els està robant. En Takashi pren aquest fet com una ofensa al seu honor i busca en Han per saldar comptes, va disposat a matar-lo. En Han i en Sean aconsegueixen escapar-ne, però després d'una persecució, en Han xoca de costat amb un altre cotxe i el seu s'incendia, i així mor de forma instantània. En Sean no vol més problemes amb en Takashi, així que busca el seu oncle i li torna tots els diners que suposadament els havia robat. Els ofereix un tracte que consisteix en un repte de drift en un turó, qui perdi hauria de pagar i marxar. En Takashi no està disposat a acceptar, però el seu oncle, que és un home d'honor, accepta el repte i li exigeix la victòria al seu nebot. En Sean guanya el repte i l'oncle d'en Takashi li diu que el seu deute està saldat i que no pensa ficar-se amb ell una altra vegada.
Al final de la pel·lícula en Twinkie li diu a en Sean que algú el vol reptar, en Sean s'hi nega, però li diu que l'home que el vol reptar i en Han eren com família, sorprenentment el misteriós reptador és en Dominic Toretto (Vin Diesel).

## Personatges
- Lucas Black: Sean Boswell, un jove interessat en les curses de carrer i és el protagonista de la pel·lícula.
- Bow Wow: Wow Twinkie, el primer amic d'en Sean es troba a Tòquio i que ven diversos productes de consum i catastròficament introdueix en Sean en el món de la cursa.
- Sung Kang: Han Lue, soci de negocis de DK (i vell amic d'en Dominic Toretto), que es fa amic d'en Sean i li ensenya a conduir.
- Brian Tee: Takashi / DK, l'enemic d'en Sean.
- Nathalie Kelley: Neela, una australiana que és la xicota d'en Takashi, però després s'enamora d'en Sean.
- Jason Tobin: Earl, un dels amics d'en Han.
- Keiko Kitagawa: Reiko, l'amic de l'Earl.
- Sonny Chiba: Kamata, l'oncle d'en Takashi, que és un cap Yakuza.
- Leonardo Nam: Morimoto, amic proper d'en Takashi i mà dreta.
- Brian Goodman: tinent Boswell, el pare d'en Sean.
- Lynda Boyd: Sra Boswell, la mare d'en Sean.
- Zachery Ty Bryan: Clay.
- Nikki Griffin: Cindy, la xicota d'en Clay.
- Vin Diesel: Dominic Toretto, amic d'en Han que apareix al final de la pel·lícula.

## Automòbils
Els automòbils utilitzats a The Fast and the Furious: Tokyo Drift són:
- Chevrolet Monte Carlo (Sean)
- Dodge Viper (Clay)
- Volkswagen Touran (Twinkie)
- Nissan 350Z (DK)
- Nissan Silvia S15 Mona Lisa (Han)
- Mazda RX-7 Veilside (Han)
- Mercedes Benz S-Klasse (Assassí de Han/Ian Shaw)
- Mitsubishi Evo IX (Sean)
- Mazda RX-8 (Neela)
- Ford Mustang Fastback (Sean)
- Nissan Silvia S15 (Sean)
- Plymouth Road Runner (Toretto)
- nissan z33 (morimoto)

## Banda sonora
La banda sonora de la pel·lícula The Fast and the Furious: Tokyo Drift és:
|  | #   |  | Títol                                    |  | Artista            |  | Temps |
|  | 01. |  | "Tokyo Drift (Fast & Furious)"           |  | Teriyaki Boyz      |  | 4:15  |
|  | 02. |  | "Six Days [The Remix] (Feat. Mos Def)"   |  | DJ Shadow          |  | 3:53  |
|  | 03. |  | "The Barracuda"                          |  | The 5.6.7.8's      |  | 2:28  |
|  | 04. |  | "Restless"                               |  | Evil Nine          |  | 4:56  |
|  | 05. |  | "Round Round"                            |  | Far*East Movement  |  | 3:21  |
|  | 06. |  | "She Wants to Move"                      |  | N.E.R.D            |  | 3:35  |
|  | 07. |  | "Cho Large"                              |  | Teriyaki Boyz      |  | 5:15  |
|  | 08. |  | "Resound"                                |  | Dragon Ash         |  | 4:09  |
|  | 09. |  | "Speed"                                  |  | Atari Teenage Riot |  | 2:50  |
|  | 10. |  | "Bandoleros (Feat. Tego Calderón)"       |  | Don Omar           |  | 5:07  |
|  | 11. |  | "Conteo"                                 |  | Don Omar           |  | 3:18  |
|  | 12. |  | "Mustang Nismo (Feat. Slash)"            |  | Brian Tyler        |  | 2:20  |
|  | 13. |  | "Ooh, Ahh (Feat. TobyMac)" (bonus track) |  | GRITS              |  | 3:53  |